# Agrisol Internațional
Agrisol Internațional este o companie producătoare de carne de pasăre din România.
Agrisol Internațional, înființată în anul 1999, are sediul la Boldești-Scăeni, județul Prahova.
Actionarii Agrisol sunt cetățenii libanezi Youssef Laoun, cu 25,45% din titluri și Charbel Laoun, cu 24,55%, și compania Sarels International Limited, înregistrată în Cipru, cu 50%.

## Informații financiare[2]
| Ani  | Venituri  | Cheltuieli | Profit   | Inventar | Rezerve | Creanțe  | Datorii   | Banca și numerar | Angajați |
| ---- | --------- | ---------- | -------- | -------- | ------- | -------- | --------- | ---------------- | -------- |
| 2021 | 363413656 | 361209145  | 2588800  | 53611437 | 344709  | 68932882 | 105061580 | 17478957         | 928      |
| 2020 | 313430279 | 311939712  | 1895792  | 61092794 | 378559  | 52511150 | 92517625  | 24247498         | 1004     |
| 2019 | 340288182 | 334468252  | 5954809  | 52751889 | 315183  | 40304387 | 83327317  | 29296870         | 1116     |
| 2018 | 342982170 | 348999024  | -5921467 | 52740854 | 315183  | 48195129 | 88614692  | 15004542         | 1034     |
| 2017 | 308972396 | 290573508  | 18199431 | 41912937 | 577527  | 62888108 | 85193134  | 22704080         | 1115     |
| 2016 | 296482376 | 287465585  | 8812146  | 50288176 | 140901  | 71075900 | 85410070  | 13072110         | 1137     |